# Gtkradiant
Gtkradiant é uma ferramenta de edição de mapas feita pela Id Software. Ele permite montar cenários em diversos jogos baseados no Quake e variantes.